# Брахиколон
Брахиколон (др.-греч. βραχύς — короткий и κῶλον — член)  — однодольный стихотворный размер, иначе говоря, стих из одних ударных слогов.
Примеры брахиколона встречались уже в поздней римской поэзии. В русской поэтической практике брахиколон, по-видимому, первый раз появляется у экспериментировавших поэтов начала XX века. К наиболее известным примерам брахиколона относится, в частности, стихотворение Владислава Ходасевича (1928):
Лоб —
Мел.
Бел
Гроб.
Спел
Поп.
Сноп
Стрел —
День
Свят!
Склеп
Слеп.
Тень —
В ад!
Среди других авторов, чьи произведения или отрывки написаны в форме брахиколона, — Владимир Маяковский, Николай Асеев, Александр Безыменский.